# Andrea da Grosseto
Andrea da Grosseto (n. secolul al XIII-lea, Grosseto, Toscana, Italia – d. secolul al XIII-lea) a fost un scriitor și traducător italian.